# Obtusipalpis
Obtusipalpis é um gênero de mariposa pertencente à família Crambidae.